# Teodor Haș
Teodor Haș (* 31. August 1928 in Mișca, Kreis Arad) ist ein ehemaliger rumänischer Politiker der Rumänischen Kommunistischen Partei PCR (Partidul Comunist Român) und Diplomat, der unter anderem zwischen 1971 und 1978 Botschafter in der Tschechoslowakei war.

## Leben
Teodor Haș absolvierte nach dem Schulbesuch von 1943 bis 1947 eine Berufsausbildung zum Schlosser bei der Eisenbahngesellschaft CFR (Căile Ferate Române), in deren Verlauf er auch die CFR-Berufsschule in Arad besuchte. Im September 1947 wurde er Mitglied der damaligen Kommunistischen Partei Rumäniens PCdR (Partidul Comunist din Romania) und engagierte sich als Mitglied für die Organisation der Schule des Jugendverbandes Tineretului Progresist sowie als Sekretär der CFR-Berufsschule und als Mitglied des Gewerkschaftskomitees in der CFR-Werkstatt Arad. Im Februar 1948 wurde er Organisationssekretär der Grundorganisation der Jugendorganisation UTM (Uniunea Tineretului Comunist) in der CFR-Werkstatt Arad sowie 1949 Leiter der Kaderabteilung des UTM-Komitees im Kreis Arad. Nachdem er von März bis September 1950 einen sechsmonatigen Lehrgang an einer Parteischule besucht hatte, wurde er Leiter der Abteilung Propaganda und Agitation des Komitees der jetzigen Rumänischen Arbeiterpartei PMR (Partidul Muncitoresc Român) in Criș. 1951 übernahm er die Funktionen als Leiter des Parteikurses für Aktive in den Dörfern sowie als Direktor der Abenduniversität für Marxismus-Leninismus beim Parteikomitee der Region Arad. Daneben absolvierte er zwischen 1951 und 1954 ein Fernstudium an der Parteihochschule „Ștefan Gheorghiu“ und war zugleich von August 1952 bis August 1954 Instrukteur in der Abteilung Propaganda und Agitation des ZK der PMR. Daraufhin war er von März 1955 bis zum 26. Januar 1956 Leiter der Kaderabteilung des Parteikomitees der Region Arad sowie zwischen dem 26. Januar und dem 30. Oktober 1956 Leiter der Kaderabteilung des Parteikomitees der Region Kreis Timiș, ehe er im Oktober 1956 Erster Sekretär des Stadtparteikomitees von Timișoara wurde.
Nachdem Haș von 1959 bis 1962 ein Studium an der Parteihochschule der KPdSU „Wladimir Iljitsch Lenin“ in Moskau absolviert hatte, war er Erster Sekretär des Parteikomitees im Kreischgebiet (Crișana) und absolvierte zudem ein Studium an der Wirtschaftsakademie Bukarest ASE (Academia de Studii Economice din București), an der er einen Doktor der Wirtschaftswissenschaften erwarb. 1965 wurde er zudem Mitglied der Großen Nationalversammlung (Marea Adunare Națională) und vertrat in dieser bis 1969 zunächst den Wahlkreis Nr. 22 Tinca in der Region Crișana sowie anschließend von 1969 bis 1975 den Wahlkreis Nr. 3 Arad-Est im Kreis Arad. Auf dem Neunten Parteitag der PCR (19. bis 24. Juli 1965) wurde er erstmals Mitglied des Zentralkomitees (ZK) der PCR und gehörte diesem Parteigremium nach seiner Wiederwahl auf dem Zehnten Parteitag der PCR (6. bis 12. August 1969) bis zum Elften Parteitag der PCR (24. bis 27. November 1974) an. Im Februar 1968 wurde er Erster Sekretär des Parteikomitees im Kreis Arad sowie zeitgleich in Personalunion Präsident des Exekutivkomitees des Volksrates in diesem Kreis und bekleidete beider Ämter bis zum 11. Februar 1971. Am 25. Mai 1971 wurde er außerordentlicher und bevollmächtigter Botschafter in der Tschechoslowakei und verblieb auf diesem diplomatischen Posten in Prag bis zum 20. Mai 1978. Er wurde auf dem Elften Parteitag der PCR (24. bis 27. November 1974) zum Mitglied der Zentralen Revisionskommission (ZRK) gewählt und gehörte dieser bis zum Zwölften Parteitag der PCR (19. bis 23. November 1979) an.
Nach seiner Rückkehr aus Prag war Teodor Haș zwischen dem 20. März 1978 und Juli 1979 zunächst Erster Sekretär des Parteikomitees im Kreis Hunedoara sowie zeitgleich in Personalunion Präsident des Exekutivkomitees des Volksrates in diesem Kreis. Im Anschluss wurde er am 16. Oktober 1979 als Nachfolger von Ion Cotoț Präsident des Nationalen Verbandes der Handwerksgenossenschaften UCECOM (Uniunea Națională a Cooperației Meșteșugărești) und bekleidete dieses Amt bis zu seiner Ablösung durch Gheorghe Blaj am 22. Januar 1982. Er war zwischen dem 1. April 1980 und 1982 außerdem noch einmal Mitglied der Großen Nationalversammlung und während dieser Zeit Mitglied des Ausschusses für die Volksräte und die staatliche Verwaltung.

## Ehrungen und Auszeichnungen
Für seine langjährigen Verdienste wurde Teodor Haș mehrfach ausgezeichnet und erhielt unter anderem 1957 den Orden der Arbeit Dritter Klasse (Ordinul Muncii), 1959 den Stern der Volksrepublik Rumänien Vierter Klasse (Ordinul Steaua Republicii Populare Române), 1964 den Orden 23. August Vierter Klasse (Ordinul 23. August), 1966 den Orden Tudor Vladimirescu Dritter Klasse (Ordinul Tudor Vladimirescu) sowie 1971 den Orden 23. August Dritter Klasse.